# 大阪市立大淀小学校
大阪市立大淀小学校（おおさかしりつ おおよどしょうがっこう）は、大阪市北区にある公立小学校。

## 沿革
西成郡鷺洲町に大正期に創立した鷺洲第二尋常小学校（1912年創立、のちの大阪市大仁国民学校）・鷺洲第四尋常小学校（1918年創立、のちの大阪市浦江国民学校）の2校を前身としている。
鷺洲第二小学校は鷺洲第一小学校（現在の大阪市立鷺洲小学校）から分離開校し、鷺洲第四小学校は鷺洲第一・鷺洲第二の2小学校の校区を再編して創立した。
第二次世界大戦後、戦災被害による国民学校の統廃合により、1946年に大仁国民学校を休校（のち正式に廃校）として浦江国民学校に統合した。1947年には学制改革により、大阪市立浦江小学校と称した。
旧大仁校跡は大阪市立大淀中学校の敷地に転用されている。またその後、区画整理により従来の浦江・大仁が改称されて大淀町（住居表示実施で大淀北・大淀中・大淀南）となったことに伴い、1968年に現在の大淀小学校へと改称している。
2010年3月に大阪市立中津南小学校が閉校したことに伴い、北区大淀北1丁目のうち中津南小学校校区に指定されていた地域を、同年4月より大淀小学校校区へと編入した。

### 年表
- 1912年9月17日 - 西成郡鷺洲第二尋常小学校が創立（現在の大淀中学校敷地）。
- 1918年11月15日 - 西成郡鷺洲第四尋常小学校が創立（現在の大淀小学校敷地）。
- 1925年4月1日 - 鷺洲町が大阪市に編入。大阪市鷺洲第二尋常高等小学校、大阪市鷺洲第四尋常高等小学校とそれぞれ改称。
- 1941年4月1日 - 国民学校令により、鷺洲第二尋常高等小学校を大阪市大仁国民学校、鷺洲第四尋常高等小学校を大阪市浦江国民学校へとそれぞれ改称。
- 1944年 - 京都府福知山市に集団疎開（大仁・浦江両校とも）。
- 1946年4月1日 - 戦災により、大仁国民学校を休校（のち正式廃校）して浦江国民学校に統合。
- 1947年4月1日 - 学制改革により、大阪市立浦江小学校と改称。
- 1948年4月 - PTA発足。
- 1961年11月 - 校歌制定。
- 1968年4月1日 - 大阪市立大淀小学校と改称。
- 1990年4月 - 生涯学習ルーム事業創設。
- 1993年10月 - 児童放課後活動（いきいき）事業開設。
- 2004年3月 - はぐくみネット協議会開設。
- 2008年9月 - 標準帽開始。
- 2010年4月1日 - 校区変更。大阪市立中津南小学校の閉校に伴い、大淀北1丁目1-5番と6番の一部を校区に編入。

## 通学区域
- 大阪市北区 大淀北、大淀中、大淀南。

卒業生は大阪市立大淀中学校へ進学する。

## 出身者
- 黒田了一 - 元大阪府知事・憲法学者。旧鷺洲第二小学校卒。
- 高田浩吉 - 俳優。旧鷺洲第二小学校卒。

## 交通・アクセス方法
- JR西日本（大阪環状線）福島駅より北西へ約800m
- 阪神（阪神本線）福島駅・JR西日本（JR東西線）新福島駅より北西へ約900m
- 大阪シティバス・大淀中2丁目バス停 西へ約200m